# Західний Параенс (мезорегіон)

Південний захід штату Пара на карті штату

Мезорегіон західний Параенс (порт. Mesorregião do Sudoeste Paraense) — адміністративно-статистичний мезорегіон в Бразилії, один з шести мезорегіонів бразильського штату Пара. Населення становить 483 423 чоловік на 2006 рік. Займає площу 415 788,848 км². Густота населення — 1,2 чол./км².

## Склад мезорегіону
В мезорегіон входять наступні мікрорегіони:
1. Алтаміра
2. Ітаїтуба

| Бразилія | Це незавершена стаття з географії Бразилії. Ви можете допомогти проєкту, виправивши або дописавши її. |